# Жанен, Жюль
Жюль-Габриэль Жане́н (фр. Jules Janin; 16 февраля 1804, Сент-Этьен, департамент Луара — 19 июня 1874, Париж) — французский писатель, критик и журналист, член Французской академии. Самое известное из его произведений — роман «Мёртвый осёл и гильотинированная женщина» (1829).

## Биография
Жюль Жанен родился 16 февраля 1804 года в Сент-Этьене в семье адвоката. Окончил престижный парижский лицей Людовика Великого. С 1825 года публиковал статьи во второстепенных периодических изданиях («Le Courrier des théâtres», затем «La Lorgnette»). С 1826 занялся политической журналистикой, сотрудничал, в числе прочих, с газетой «Le Figaro». Однако решающим для него стало поступление в редакцию газеты «Journal des Débats» в ноябре 1829 г.

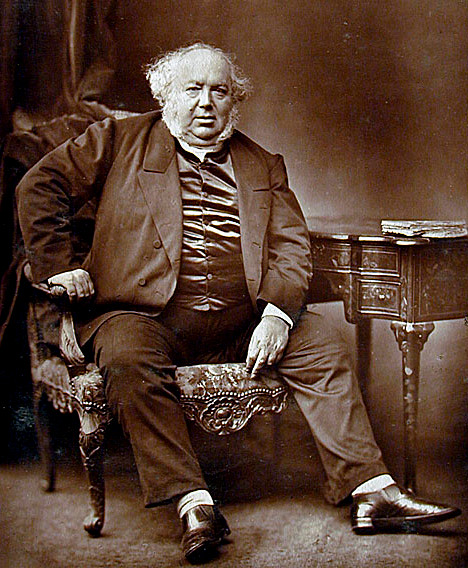
Жюль Жанен

Поначалу он печатал заметки политического содержания, с 1830 года публиковался как театральный обозреватель. С 1836 года Жанен заведовал отделом театральной критики этой газеты. В течение сорока лет он неустанно следил за развитием французского театра, часто проявляя большую проницательность: он первый заметил талант выдающейся трагической актрисы Рашели, способствовал успеху Понсара и Гонкуров и т. п..
При Второй Империи Жанен, не поддержавший новую власть, уехал из Парижа и перебрался на виллу в Пасси. 7 апреля 1870 года избран во Французскую академию.
Жюль-Габриель Жанен умер 19 июня 1874 года в Париже.
У Жанена не было строго выдержанной эстетической теории. Однако в целом он был привержен классическому вкусу, особенно ясно заявлявшему о себе в тех случаях, когда Жанен писал о Мольере или Мариво. В 1840 году критически отозвался о пьесе Бальзака «Вотрен», хотя восемь лет спустя воздал должное его мастерству романиста. Между тем считается, что некоторые черты личности Жанена запечатлены в образах журналистов в «Человеческой комедии», в том числе весьма малоприятного Этьена Лусто.
По легкости и изяществу стиля Сент-Бев ставил Жанена в один ряд с Дени Дидро и Шарлем Нодье.
Большинство драматических фельетонов Жюля Жанена было собрано в шеститомный труд под названием «История драматической литературы» (Париж, 1853—1858). Кроме того, он является автором романов «Мёртвый осёл и гильотинированная женщина» (1829), «Исповедь» (1830), исторических романов — «Барнав» (1831) (о Людовике XVI, Марии-Антуанетте и Мирабо) и «Тулузская монахиня» (1850), цикла «Фантастические повести» (1832), ряда переводов Горация и Вергилия. Жанену принадлежат также перевод на французский язык романа С. Ричардсона «Кларисса Гарло» (1846), книг историко-этнографического характера.
На его стихотворение «Песня железных дорог» написал музыку Гектор Берлиоз (1845). Книга «Конец света и окончание „Племянника Рамо“» (1861) представляет собой продолжение известного сочинения Дидро и содержит оригинальную картину жизни французского общества XVIII века.

### «Мёртвый осел и гильотинированная женщина»
Самое известное из сочинений Жанена вышло в свет в апреле 1829 года.
«Жанен, ведя повествование от имени очевидца многих эпизодов из жизни героини, рассказывает, как из невинной, очаровательной девушки Генриетта превращается в безнравственное и преступное существо. Автор проводит читателя по ступеням падения героини, жизнь которой завершается позорной смертью на гильотине»
Как явствует из авторского предисловия, Жанен стремился создать пародию на черный роман, и в частности на произведения Анны Радклиф. «Тема смертной казни, тема страданий, которые причиняют человеку общество, подаются у него весело, насмешливо, юмористически». Но полемический пафос книги не исчерпывается готической традицией, писатель стремится отойти от присущего современной ему прозе установке на сенсационность и сфокусировать внимание на внутреннем мире человека.

### Пушкин и Жанен
Интерес к Жанену как представителю «неистового романтизма» проявлял Пушкин. Роман «Мёртвый осёл и гильотинированная женщина» имелся в его библиотеке; Пушкин высоко отозвался об этой книге в письме княгине В. Ф. Вяземской (апрель 1830 г.), назвав ее «одним из самых замечательных сочинений настоящего времени». При этом следует учесть, что роман тогда выходил анонимно; Пушкин в этой связи ограничился замечанием: «его приписывают Гюго». В то же время деятельность Жанена-журналиста Пушкин оценивал более критично.
Современные исследователи усматривают влияние Жанена на «Пиковую даму» и неоконченную повесть Пушкина «Мы проводили вечер на даче».

## Основные публикации на русском языке
- Ж. Жанен. Мертвый осел и обезглавленная женщина. Ч. 1-2. М., 1831.
  - Часть первая
- Ж. Жанен. Фантазии. СПб, 1834.
- Ж. Жанен. Дебюро. История двадцатикопеечного театра. Ч.1-2. СПб, 1835.
  - Часть первая
  - Часть вторая
- Ж. Жанен. Сто тысяч первая и последняя: Новая повесть. — СПб: А. Смирдин, 1855.
- Ж. Жанен. Книга // Альманах библиофила. — Вып. 6. — Москва, 1979. — С. 242—257.
- Ж. Жанен. Мертвый осел и гильотинированная женщина. М.: Ладомир; Наука, 1996. Пер. С. Р. Брахман. (Серия «Литературные памятники»).
- Ж. Жанен. Мертвый осел и гильотинированная женщина. СПб: Азбука-классика, 2010. Пер. С. Р. Брахман.